# Nekoma
La ville de Nekoma est située dans le comté de Cavalier, dans l’État du Dakota du Nord, aux États-Unis. Sa population s’élevait à 50 habitants lors du recensement de 2010, estimée à 49 habitants en 2018.

## Démographie
| 1910 | 1920 | 1930 | 1940 | 1950 | 1960 |
| ---- | ---- | ---- | ---- | ---- | ---- |
| 120  | 189  | 191  | 184  | 140  | 143  |

| 1970 | 1980 | 1990 | 2000 | 2010 | - |
| ---- | ---- | ---- | ---- | ---- | - |
| 84   | 102  | 63   | 51   | 50   | - |

## Source
- (en) Cet article est partiellement ou en totalité issu de l’article de Wikipédia en anglais intitulé « Nekoma, North Dakota » (voir la liste des auteurs).